# Adolfo Sarti
Adolfo Sarti (Torino, 19 giugno 1928 – Roma, 2 marzo 1992) è stato un politico italiano democristiano e Ministro della Repubblica.

## Biografia

### Ambiente familiare e formazione culturale
Adolfo Sarti discende da una famiglia di giuristi. Infatti il fratello della sua trisavola, Luigi Giuseppe Barbaroux, fu ministro Guardasigilli di Carlo Alberto dal 1831 al 1840 e artefice dei primi quattro tomi del Codice Albertino; il suo bisnonno e suo padre furono entrambi laureati in legge.
A partire dal 1938, dopo aver frequentato le scuole elementari nel capoluogo piemontese, Adolfo Sarti visse a Cuneo, in seguito al trasferimento del padre presso la filiale cuneese del Banco di Roma. Dal 1939 al 1946, frequentò il ginnasio e il liceo classico presso l'istituto “Silvio Pellico”, dove conseguì la maturità a pieni voti. Tra i suoi compagni di classe, Franco Cordero.
Nel luglio 1946, Sarti, seguendo la tradizione familiare, decise d'iscriversi alla facoltà di giurisprudenza, pur continuando a coltivare altre due passioni: la politica, la storia e la letteratura francese. Laureatosi in giurisprudenza nel 1950, Sarti fu assunto con la qualifica di segretario presso la Cassa di Risparmio di Cuneo. Collaborò inoltre come editorialista con il settimanale della DC cuneese, la Vedetta.

### Carriera politica
Nel 1954, Sarti venne designato consigliere provinciale della sezione giovanile della DC cuneese e, nel 1956, ottenne l'elezione a consigliere nazionale del partito.
All'età di 30 anni, nel 1958, fu eletto per la prima volta deputato nelle liste della Democrazia Cristiana. Nominato ripetutamente sottosegretario di Stato nei governi Moro, Leone, Rumor, Colombo e Andreotti, nel 1972 Sarti venne eletto senatore, quindi ricevette la nomina a sottosegretario alla Presidenza del Consiglio nei governi Rumor IV e V e a ministro per il Turismo nei governi Moro IV e V . Seguirono poi la nomina ministro per i Rapporti con il Parlamento e a ministro della Difesa nel I e della Pubblica Istruzione nel II governo Cossiga e, infine, a ministro di Grazia e Giustizia nel governo Forlani.
Il 17 marzo 1981, nell'ambito delle perquisizioni negli uffici della fabbrica la "Giole", di proprietà dell'imprenditore Licio Gelli, per l'inchiesta sul presunto rapimento dell'uomo d'affari siciliano Michele Sindona, si scoprì una lista di quasi mille iscritti alla loggia massonica P2 e la domanda di adesione a essa da parte di Adolfo Sarti. La domanda, appoggiata dai fratelli massoni Fabrizio Trecca, Roberto Gervaso, Francesco Cosentino e dall'allora ministro Gaetano Stammati, era relativa al 1º settembre 1977 e conteneva la dicitura "cattolico". Proprio per tale motivo, l'indomani stesso, Sarti aveva ritirato la domanda, chiedendo che non fosse mai presentata, tanto che il suo nome non faceva parte della Lista degli appartenenti alla P2, di cui sopra è cenno. Nonostante ciò, il clamore mediatico fu tale che, il 23 maggio 1981, Sarti fu costretto a dare le dimissioni da ministro e, tre giorni dopo, fece altrettanto l'intero governo Forlani, di cui facevano parte due ministri e cinque sottosegretari compresi in elenco.
Rieletto come deputato nel 1987, dopo aver ricoperto la carica di vice presidente del gruppo parlamentare della D.C., il 18 ottobre 1990 Sarti fu eletto vice presidente della Camera. Nel 1976, fu rappresentante dell'Italia al Consiglio d'Europa.
Sarti ha collaborato con le pagine culturali del quotidiano Il Tempo; la Città di Cuneo ha intitolato a lui i due ponti gemelli sullo Stura di Demonte.

### Morte
Adolfo Sarti muore alle 2:30 di lunedì notte 2 marzo 1992 in una clinica di Roma.

## Uffici di governo
- Sottosegretario al Turismo e Spettacolo del Governo Moro III dal 23 febbraio 1966 al 24 giugno 1968
- Sottosegretario al Turismo e Spettacolo del Governo Leone II dal 24 giugno 1968 al 12 dicembre 1968
- Sottosegretario al Tesoro del Governo Rumor I dal 14 dicembre 1968 al 5 agosto 1969
- Sottosegretario all'Interno del Governo Rumor II dal 7 agosto 1969 al 27 marzo 1970
- Sottosegretario all'Interno del Governo Rumor III dal 2 aprile 1970 al 6 agosto 1970
- Sottosegretario all'Interno del Governo Colombo dal 7 agosto 1970 al 17 febbraio 1972
- Sottosegretario all'Interno del Governo Andreotti I dal 23 febbraio 1972 al 26 giugno 1972
- Sottosegretario all'Interno del Governo Andreotti II dal 26 luglio 1972 al 7 luglio 1973
- Sottosegretario alla Presidenza del Consiglio del Governo Rumor IV dal 7 luglio 1973 al 14 marzo 1974
- Sottosegretario alla Presidenza del Consiglio del Governo Rumor V dal 14 marzo 1974 al 23 novembre 1974
- Ministro al Turismo e Spettacolo del Governo Moro IV dal 23 novembre 1974 al 12 febbraio 1976
- Ministro al Turismo e Spettacolo del Governo Moro V dal 12 febbraio 1976 al 29 luglio 1976
- Ministro senza portafoglio ai Rapporti col Parlamento del Governo Cossiga I dal 4 agosto 1979 al 14 gennaio 1980
- Ministro della Difesa del Governo Cossiga I dal 14 gennaio 1980 al 4 aprile 1980
- Ministro della Pubblica Istruzione del Governo Cossiga II dal 4 aprile 1980 al 18 ottobre 1980
- Ministro di Grazia e Giustizia del Governo Forlani dal 18 ottobre 1980 al 23 maggio 1981